# Antechinus flavipes
Antechinus flavipes är en pungdjursart som först beskrevs av George Robert Waterhouse 1838. Antechinus flavipes ingår i släktet pungspetsekorrar och familjen rovpungdjur. IUCN kategoriserar arten globalt som livskraftig.
Artepitetet i det vetenskapliga namnet är sammansatt av de latinska orden flavus (gul) och pes (fot). Det syftar på de gula håren på bakfötternas ovansida.

## Utbredning
Pungdjuret förekommer i flera från varandra skilda regioner i östra respektive västra Australien. Habitatet utgörs av tropiska regnskogar och andra skogar samt av träskmarker och områden nära människans samhällen.

## Underarter
Arten delas in i följande underarter:
- A. f. flavipes
- A. f. rubeculus

## Bildgalleri

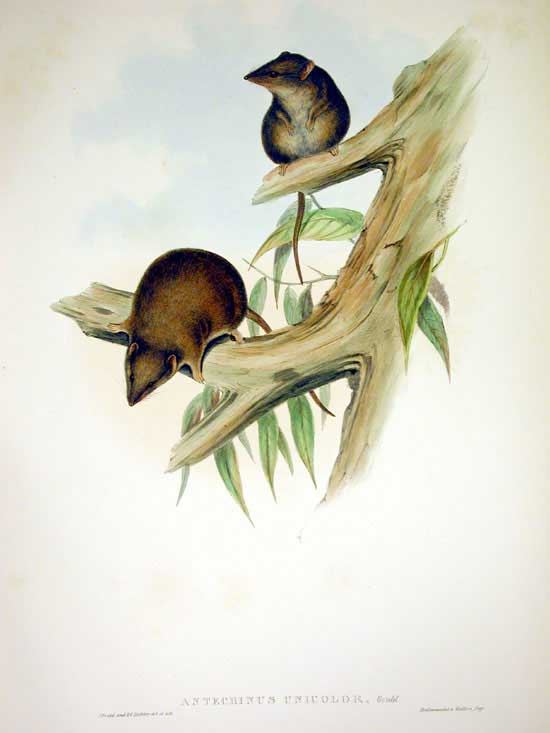
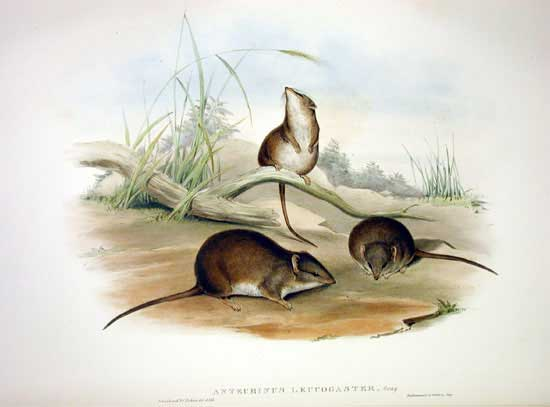
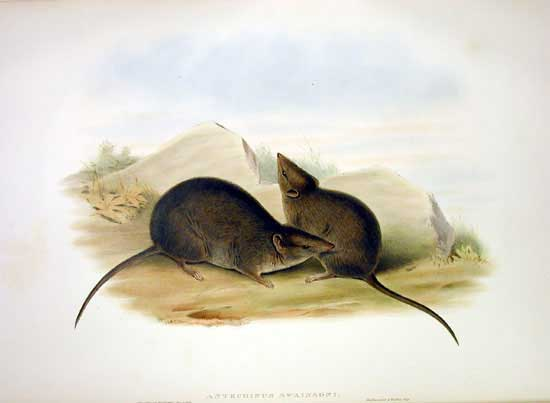
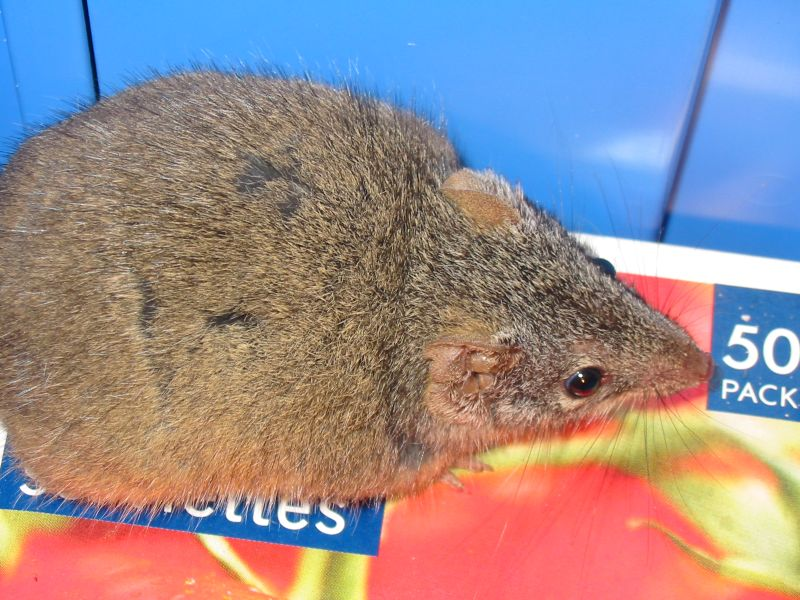